# White Tiger Demos
White Tiger demo o The Second Álbum era un supuesto álbum de la banda White Tiger de 1988. Estaba previsto que fuera el segundo álbum después del primer álbum White Tiger (1986), pero solo siete canciones tuvieron tiempo de escribirse y grabarse antes de que la banda se separara.

## Después de las demos
Envés de este álbum saliese, sacaron  Raw con nuevas canciones y se logró es 2 platinos en Estados Unidos y Reino Unido, con una buena producción y con una gira.

## Lista de canciones
Todas las canciones escritas por Mark St. John y David Donato .
1. "Communicator"
2. "Live for Today"
3. "Rock City"
4. "Where Did This Love Go"
5. "Grace the Love"
6. "Break-in for the Answer"
7. "Young and Hungry"

## Formación

### Músicos
- Mark St. John - guitarra , coros y producción
- David Donato - líder vocal
- Michael Norton - bajo eléctrico
- Brian James Fox - batería

### Equipo
- Mark St. John - Producctor
- David Donato, Mark St. John - Compositores
- Keith Soyka - Técnico [Guitar Tec]
- George Marino - masterización
- Dave Wittman - ingeniería y mezcla
- Tim Crich, Chris Minto - ingeniería

- Datos: Q109311600